# قالیچه پرنده (پویانمایی)
قالیچه‌پرنده (به انگلیسی: Up and Away) پویانمایی بلند و سه بعدی، ساختهٔ کشور دانمارک است که در سال ۲۰۱۷ میلادی تولید شده‌است.
نام اصلی این پویا نمایی به زبان دانمارکی (به دانمارکی: Hodja fra Pjort) می‌باشد.

## داستان
حمزه پسر نوجوانی است که در روستایی به همراه پدر و مادر و پدربزرگش و یک بز زندگی می‌کند. او که پسری ماجراجو است دوست دارد سفر کند اما در این مسیر با مخالفت پدرش که خیّاط است مواجه می‌گردد. در این بین پدربزرگش با قالیچهٔ پرنده ای که به او می‌بخشد به حمزه برای رسیدن به هدفش کمک می‌کند؛ اما پدر بزرگ در سفر پیش روی نوه اش از او یک درخواست دارد ...